# たて座R星
たて座R星（たてざあーるせい）は、たて座にあるおうし座RV型の脈動変光星である。学名はR Scuti（略称はR Sct）。ほぼ全周期双眼鏡で観測できるので、変光星観測初心者向けの星であるといえる。

## 物理的性質
約144日の周期で4.2等から8.6等の間を変光するが、規則性はよいとはいえず、140日から146日の間で明るさを変えるというのが実態に近い。おうし座RV型変光星は平均光度が変化するRVb型と変化しないRVa型に細分されるが、R SctはRVaに分類される。
スペクトル型はG0Iae-K2Ibpの間を変化するが、極小時にはM型の赤色超巨星のスペクトルを示す。距離は非常に遠く諸説あるが、約2500光年と考えられている。

## R Sctの導入法
散開星団M11の北西1度に輝いている。M11が見つけにくい場合はアルタイルからわし座δ 星→わし座λ星というようにたどって見つけることもできる。